# Eger-víz
Eger-víz är ett vattendrag i Ungern. Det ligger i provinsen Veszprém, i den västra delen av landet, 140 km sydväst om huvudstaden Budapest. Eger-víz ligger vid sjöarna Keszthelyi-öböl Fűzfői-öböl och Balaton.